# Collector's Edition No. 1
Collector's Edition No. 1 és un EP de L.A. Guns en el qual és el primer amb el cantant Michael Jagosz, que després va ser substituït en el seu lloc per en Paul Black.
El guitarrista; Tracii Guns, el baixista; Ole Beich, i el bateria; Rob Gardner també són els autors de l'EP.
Aquest EP ha sigut republicat com a CD extra amb el disc Hollywood Raw de L.A. Guns.

## Cançons
1. "Don't Love Me"
2. "When Dreams Don't Follow Through"
3. "It's Not True"
4. "Something Heavy"

## Músics
- Michael Jagosz: Veus
- Tracii Guns: Guitarra
- Ole Beich: Baix
- Rob Gardner: Bateria